# 子明 (樂氏)
乐溷（？—？），子姓，乐氏，字子明，是春秋时期宋国的卿，乐祁的儿子。
前504年，乐祁访问晋国，临走前在家臣陈寅的建议下，立乐溷为继承人，带他见宋景公。乐祁与迎接的赵简子私自饮酒，激怒了范献子，范献子将乐祁扣留。前502年，范献子让乐溷来代替他父亲，晋国释放乐祁，乐祁在太行去世。前501年春季，宋景公派乐大心到晋国结盟，迎接乐祁的灵柩。乐大心假装有病推辞，于是就派向巢去。乐溷要乐大心出国迎接，谴责他敲钟作乐。乐大心对别人说子明自己穿着丧服却生了孩子。乐溷大怒，对宋景公说乐大心没病装病、不肯去晋国，要准备发动叛乱。于是宋国就驱逐了乐大心。